# I'm an Explosive
I'm an Explosive est un film britannique réalisé par Adrian Brunel, sorti en 1933.

## Synopsis
Le fils d'un inventeur croit avoir bu accidentellement un liquide explosif.

## Fiche technique
- Réalisation : Adrian Brunel
- Scénario : Adrian Brunel d'après un roman de Gordon Phillips
- Producteur : George Smith, Harry Cohen
- Photographie : Geoffrey Faithfull
- Production : George Smith Productions
- Distributeur : Fox
- Pays : Royaume-Uni
- Durée : 50 minutes
- Date de sortie : mars 1933

## Distribution
- William Hartnell : Edward Whimperley
- Gladys Jennings : Anne Pannell
- Eliot Makeham : Professeur Whimperly
- D. A. Clarke-Smith : Lord Ferndale
- Sybil Grove : Miss Harriman
- Harry Terry : Mould
- George Dillon : Shilling
- Adele Blanche : la fille française

## Réception
Malgré son budget réduit, le film a rencontré un grand succès lors de sa sortie en salles.